# De Tijdcapsule
De Tijdcapsule is een sciencefictionroman van de Amerikaanse schrijver Lloyd Biggle jr.. Het boek kwam in 1965 uit onder de titelThe Fury Out of Time. De Nederlandse vertaling verscheen in 1969 bij Prisma Boeken.

## Inhoud
De gehandicapte ex-militair Bowden Karvel zat op op het terras van zijn stamkroeg na te denken over zijn verdoemde leven toen hij plots in het dal tegenover hem een boom een verdachte beweging zag maken. Nadat de boom versplinterd was en de omringende bomen ook, zag hij een enorme kracht door het dal razen die alles op zijn pad verwoeste. Te midden van het verwoeste landschap werd een mysterieuze bol gevonden, evenals een even mysterieuze vlinder. De vlinder had maar twee vleugels en bestond niet uit drie stukken maar uit één geheel. Hij zag eruit alsof hij miljoenen jaren evolutie had ondergaan. De bol bleek een ingewikkelde machine te zijn die een vreemde passagier had vervoerd die het niet overleefd had. Karvel was de eerste die veronderstelde dat de bol, het Ongeïdentificeerd Voorwerp of O.V., een tijdcapsule was.